# Platyseius
Platyseius es un género de ácaros perteneciente a la familia Ascidae.

## Especies
- Platyseius capillatus Berlese, 1916
- Platyseius cupensis Halliday, Walter & Lindquist, 1998
- Platyseius flagellatus Karg, 1994
- Platyseius horridus (Evans & Hyatt, 1960)
- Platyseius leleupi van-Driel, Loots & Marais, 1977
- Platyseius subglaber (Oudemans, 1903)